# Lütkennupen
Der Lütkennupen ist ein Berggipfel in der Heimefrontfjella des ostantarktischen Königin-Maud-Lands. In den Kottasbergen ragt er nordöstlich des Holstnuten auf.
Wissenschaftler des Norwegischen Polarinstituts benannten ihn 1969 nach dem norwegischen Rechtsanwalt Carsten Johan Scheel Lütken (1886–1963), einem Anführer der Widerstandsbewegung Milorg gegen die deutsche Besatzung Norwegens im Zweiten Weltkrieg.